# Bidens frondosa
Bidens frondosa es una especie de planta de la familia Asteraceae.

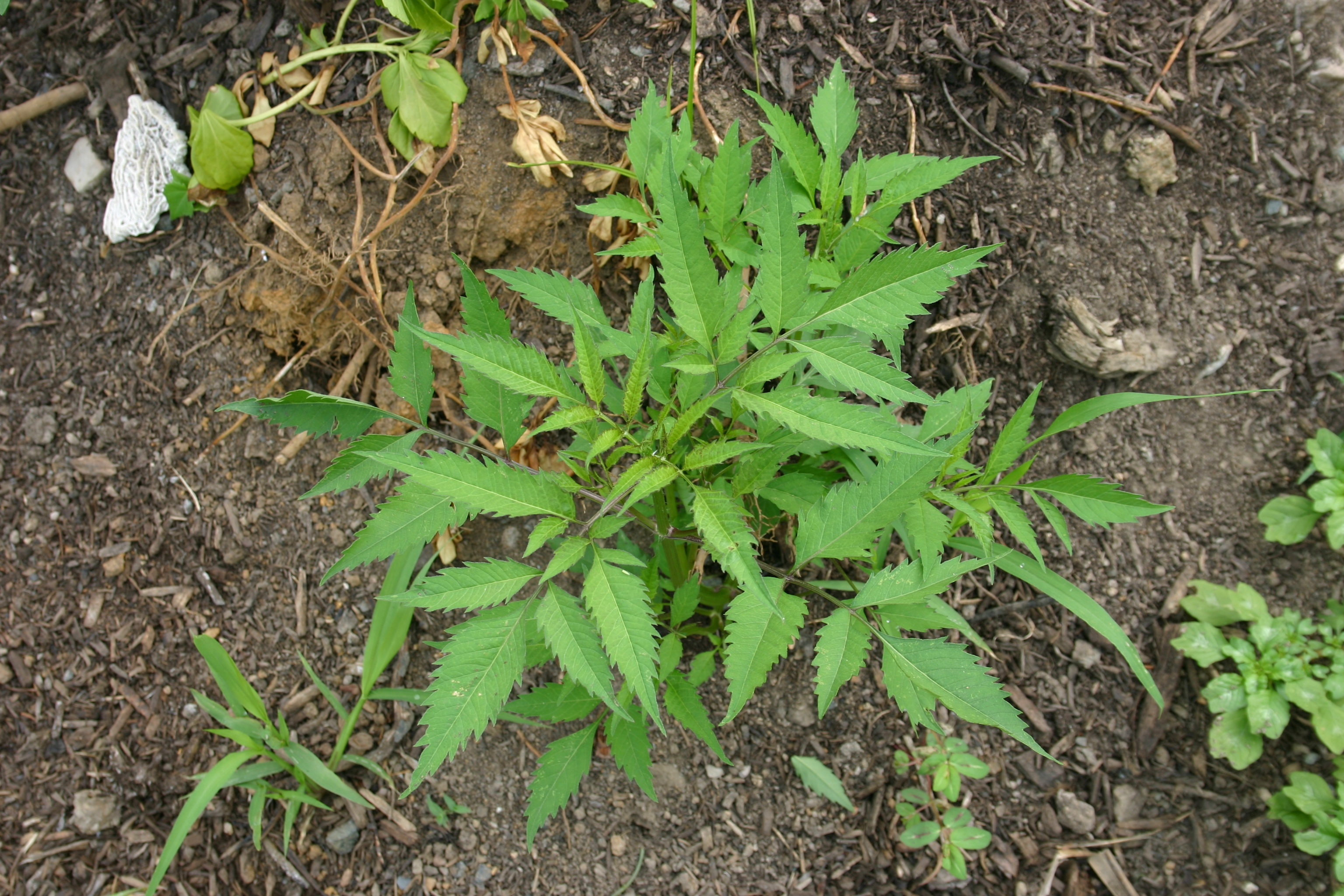
Vista de la planta

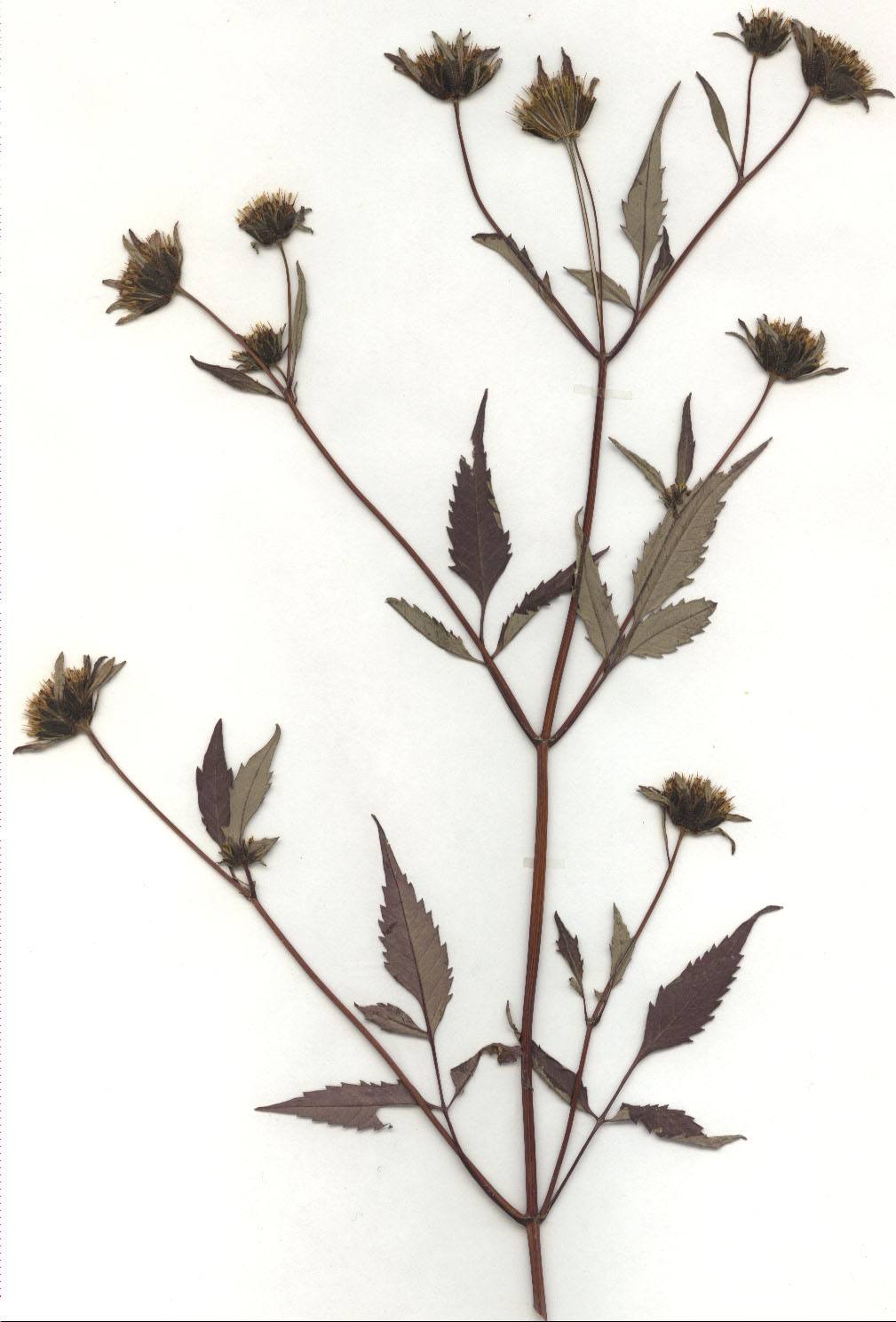
Vista de la planta

## Descripción
Hojas pinnadas con 1-2 pares de folíolos lanceolados, dentados, peciolados, los superiores trilobulados. Capítulos amarillo anaranjados, solitarios, de largo cabillo, erectos, de 1,5-2 cm de diámetro. Flores liguladas normalmente ausentes. Fruto negruzco, con 2 cerdas barabadas. Florece desde la primavera y hasta el otoño. 

## Distribución y hábitat
Originaria de América, naturalizada en el oeste, sur y centro de Europa. Habita en lugares muy húmedos y terrenos baldíos.

## Taxonomía
Eugenia frondosa fue descrita por Carlos Linneo y publicado en Species Plantarum 2: 832. 1753.
Citología
Número de cromosomas de Bidens frondosus (Fam. Compositae) y táxones infraespecíficos: 2n=48
Etimología
Ver: Bidens
frondosa: epíteto latino que significa "con follaje", frondosa".
Sinonimia
- Bidens melanocarpa Wiegand
- Bidens melanocarpa var. pallida Wiegand